# سيريخون
بلدية سيريخون (بالإسبانية: Serrejón)‏، هي بلدية تقع في مقاطعة قصرش والتي تقع في منطقة إكستريمادورا، غرب إسبانيا.
يبلغ عدد سكانها 485 نسمة وفقاً لإحصائية سنة (2002).